# 金海大学駅
金海大学駅（キメデハクえき）は、大韓民国慶尚南道金海市にある釜山-金海軽電鉄の駅である。駅番号は12。「安洞」を副駅名としている。

## 歴史
- 2011年9月9日 - 開業。

## 駅構造
相対式ホーム2面2線を有する高架駅で、フルスクリーンタイプのホームドアが設置されている。

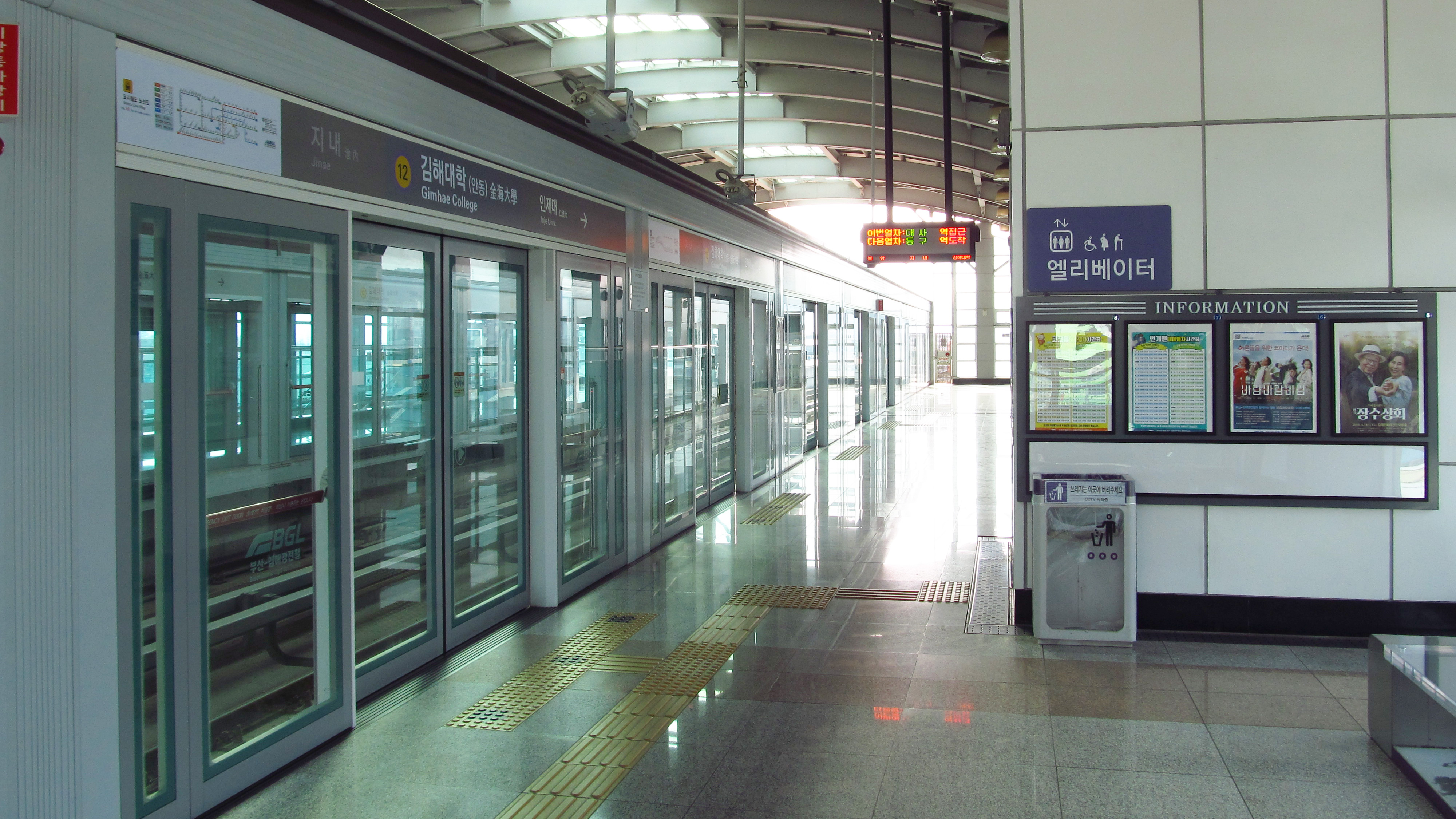
下りホーム（2018年3月）
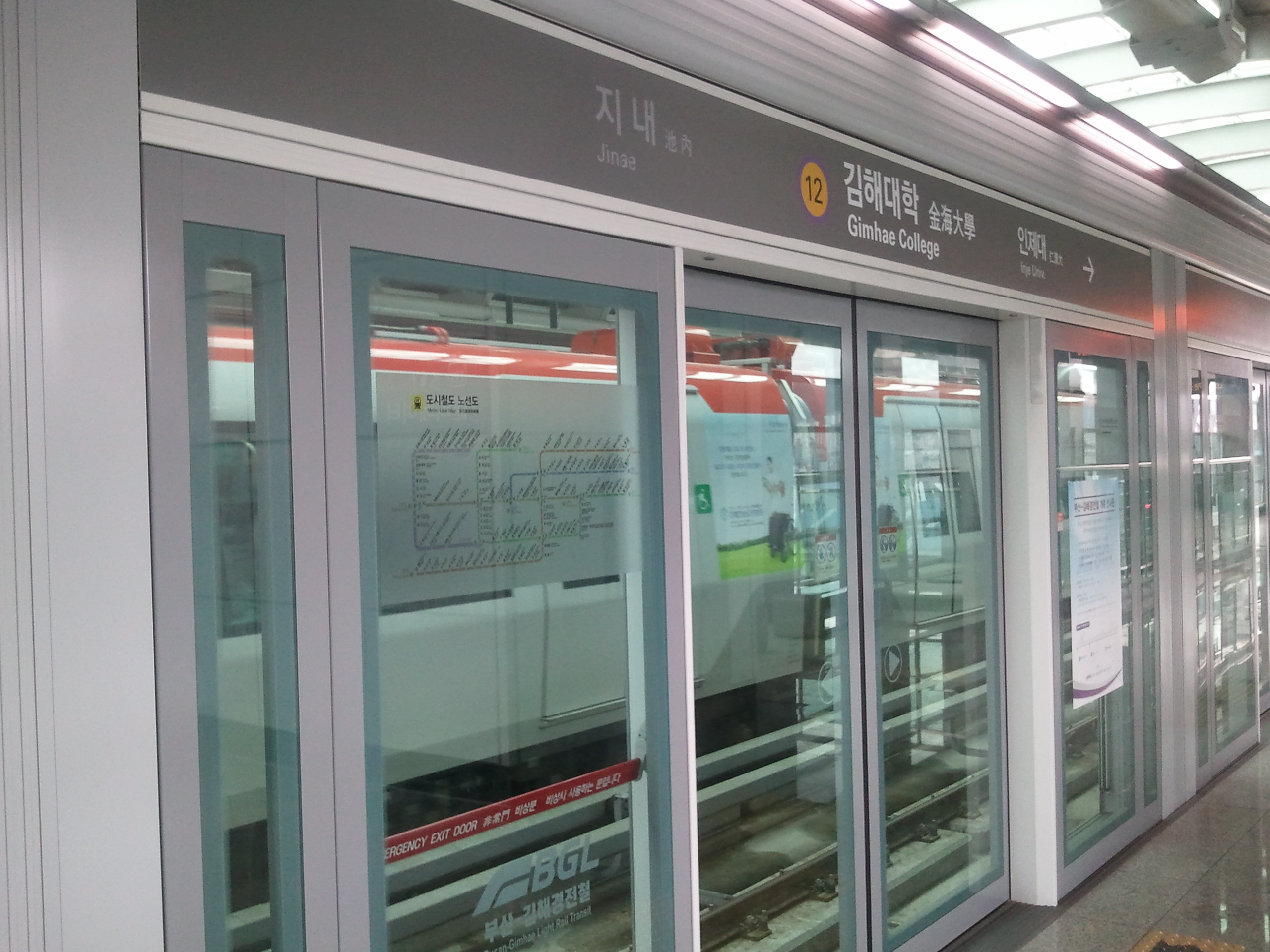
ホームドア

### のりば
| 上り | ●釜山-金海軽電鉄 | 沙上方面   |
| 下り | ●釜山-金海軽電鉄 | 加耶大方面 |

## 駅周辺
駅名にある金海大学からは3.7km離れている。
- 金海活川初等学校
- 慶南銀行池内洞支店

## 隣の駅
釜山-金海軽電鉄
●釜山-金海軽電鉄
池内駅（11） - 金海大学駅（12） - 仁済大駅（13）